# Собанские
Собанские или Собаньские (пол. Sobański) — польский дворянский род герба Юно́ша, восходящий к XVI веку. Внесён в VI и I ч. родословных книг Виленской, Витебской, Могилёвской и Подольской губ.
Женой богатого одесского негоцианта Иеронима Собаньского во время южной ссылки Пушкина была Каролина Собаньская (урожд. Ржевуская; 1795—1885) — тайный агент царского правительства. Об этой паре напоминают в Одессе масштабные Сабанские казармы на Канатной улице.
Феликс-Хилари-Михаил Собанский (1833—1913) получил в 1880 г. графский титул от папы Льва XIII. Его внучка, Тереза Сапега (урожд. Собанска; 1891—1975) — прабабка Матильды, герцогини Брабантской. Графская линия угасла со смертью Феликса Собанского (1890—1965).
В 1880-е гг. Собаньские выстроили в местечке Спичинцы (ныне Винницкой области) загородную резиденцию, напоминающую французские шато.